# جراحة إنجابية
الجراحة الإنجابية (Reproductive surgery) هي عبارة عن استخدام الجراحة في مجال الطب الإنجابي (reproductive medicine). ويُمكن استخدامها في منع الحمل، كما هو الحال في جراحة فصل الحبل المنوي (vasectomy)، حيث يتم فصل قناة المني (vasa deferentia) لرجل ما، كما أنه يتم استخدامها بشكل كبير في تقنيات التلقيح بالمساعدة (assisted reproductive technology).
واختصاصي الجراحة الإنجابية هو عبارة عن طبيب نساء وتوليد أو طبيب الجهاز البوْلي (urologist) متخصص في الجراحة الإنجابية.

## استخدام الجراحة الإنجابية في تقنيات التلقيح بالمساعدة
يتم استخدام الجراحة الإنجابية في العلاج، مثل علاج انسداد قناة فالوب (fallopian tube obstruction) وانسداد قناة المني، أو في ربط قناة المني المفصولة (vasectomy) من خلال عملية ربط قناة المني بعد فصلِها (reverse vasectomy).
الاسترجاع الجراحي للحيوانات المنوية (Surgical sperm retrieval) هو إحدى الوسائل البديلة لعملية جمع الحيوانات المنوية (semen collection)، حيث لا تتوافر الوسائل الأخرى، مثل استرجاع الحيوانات المنوية بعد الوفاة (posthumous sperm retrieval).

## الاتجاهات الشائعة
على الرغم من زيادة استخدام تقنيات التلقيح بالمساعدة (ART)بوجه عام إلا أن هناك انخفاضًا في استخدام العمليات الجراحية التي يتم إجراؤها على قنوات فالوب والمِبْيَض. جدير بالذكر أن إجراء الجراحة الإنجابية في النساء هو عبارة عن عملية تكميلية بدرجة كبيرة للطرق الأخرى لتقنيات التلقيح بالمساعدة مثل المداواة، فيما عدا حالة العُقم البوقِيّ (tubal infertility) حيث تظل الجراحة هي العلاج الرئيسي.